# Dans l'ombre de Marlow
 (juin 2025).
La mise en forme du texte ne suit pas les recommandations de Wikipédia : il faut le « wikifier ».
Les points d'amélioration suivants sont les cas les plus fréquents. Le détail des points à revoir est peut-être précisé sur la page de discussion.
- Les titres sont pré-formatés par le logiciel. Ils ne sont ni en capitales, ni en gras.
- Le texte ne doit pas être écrit en capitales (les noms de famille non plus), ni en gras, ni en italique, ni en « petit »…
- Le gras n'est utilisé que pour surligner le titre de l'article dans l'introduction, une seule fois.
- L'italique est rarement utilisé : mots en langue étrangère, titres d'œuvres, noms de bateaux, etc.
- Les citations ne sont pas en italique mais en corps de texte normal. Elles sont entourées par des guillemets français : « et ».
- Les listes à puces sont à éviter, des paragraphes rédigés étant largement préférés. Les tableaux sont à réserver à la présentation de données structurées (résultats, etc.).
- Les appels de note de bas de page (petits chiffres en exposant, introduits par l'outil «  Source ») sont à placer entre la fin de phrase et le point final[comme ça].
- Les liens internes (vers d'autres articles de Wikipédia) sont à choisir avec parcimonie. Créez des liens vers des articles approfondissant le sujet. Les termes génériques sans rapport avec le sujet sont à éviter, ainsi que les répétitions de liens vers un même terme.
- Les liens externes sont à placer uniquement dans une section « Liens externes », à la fin de l'article. Ces liens sont à choisir avec parcimonie suivant les règles définies. Si un lien sert de source à l'article, son insertion dans le texte est à faire par les notes de bas de page.
- La présentation des références doit suivre les conventions bibliographiques. Il est recommandé d'utiliser les modèles {{Ouvrage}}, {{Chapitre}}, {{Article}}, {{Lien web}} et/ou {{Bibliographie}}. Le mode d'édition visuel peut mettre en forme automatiquement les références.
- Insérer une infobox (cadre d'informations à droite) n'est pas obligatoire pour parachever la mise en page.

Pour une aide détaillée, merci de consulter Aide:Wikification.
Si vous pensez que ces points ont été résolus, vous pouvez retirer ce bandeau et améliorer la mise en forme d'un autre article.
 (juin 2025).
L'article doit être relu — et modifié si nécessaire — par des contributeurs indépendants pour apporter un regard critique aux contributions effectuées en violation des conditions d'utilisation de Wikipédia, tant sur la forme (notamment concernant le style encyclopédique, la proportionnalité) que sur le fond (la neutralité de point de vue, la qualité et l'indépendance des sources).
(Politique pour les contributions rémunérées | Comprendre le dépubage | En discuter)
Pour plus de détails, voir Fiche technique et Distribution.
Dans l'ombre de Marlow est un film dramatique et d'aventure français réalisé par Aurélien Harzoune et Bertrand Mineur, dont la sortie est prévue le 3 septembre 2025. Le film est produit par Mannaz Pictures et distribué par 2iFilms.

## Synopsis
Le film suit Marlow, une jeune femme en quête d'une « boîte légendaire qui réalise les rêves » dans un vaste désert, confrontée aux apparences trompeuses du réel et à ses propres démons. L'intrigue aborde les thèmes de la résilience et de la survie intérieure face aux violences familiales, suggérant que l'imaginaire peut devenir un refuge pour se reconstruire. 

## Fiche technique
- Réalisation : Aurélien Harzoune et Bertrand Mineur
- Scénario : Aurélien Harzoune, Bertrand Mineur et Donatien Harzoune
- Production : Mannaz Pictures (Aurélien Harzoune et Bertrand Mineur, producteurs)
- Distribution : 2iFilms Distribution
- Musique : Bertrand Mineur
- Durée : 78 minutes
- Pays :  France
- Langue : français
- Genre : film d'aventure, drame
- Date de sortie : 3 septembre 2025 (France)

## Distribution
- Margaux Pecharman : Marlow
- Bruno Salomone : le père de Marlow
- Armelle Deutsch : Judy
- Dominique Besnehard : Richard
- Richard Darbois : le Guide
- Thierry Desroses : le King
- Françoise Cadol : la mère de Marlow
- Damas Roy : Ethan
- Georges d'Audignon : le Conducteur
- Olivier Sabin : (rôle non précisé)

## Production
Le projet a été conçu par les réalisateurs Aurélien Harzoune et Bertrand Mineur, originaires d'Angoulême. Les deux auteurs ont signé eux-mêmes le scénario, rejoints par Donatien Harzoune. La production est assurée par Mannaz Pictures, avec Harzoune et Mineur en tant que coproducteurs exécutifs. Le tournage, dont peu de détails ont été révélés, s'est déroulé dans des paysages désertiques pour créer une atmosphère onirique. La musique originale est composée par Bertrand Mineur, qui signe ainsi son quatrième film.

## Promotion et sortie
Le film a bénéficié d'une promotion axée sur les festivals. Une bande-annonce officielle a été mise en ligne avant la sortie, montrant l'univers mystérieux du long-métrage. Dans l'ombre de Marlow a été présenté en avant-première à Angoulême le 13 mars 2025, puis sélectionné dans plusieurs festivals francophones. Il a notamment été inscrit à la programmation du Festival international du film francophone d'Angoulême 2024 (section « Nouveaux regards ») et au Festival international du film de Reims 2024. Le film figure également à la sélection du 8e Festival international du film fantastique de Menton (octobre 2024). La sortie nationale en France est prévue pour le 3 septembre 2025.

## Accueil
À ce stade, aucun bilan critique complet n'est disponible, la sortie officielle du film intervenant en septembre 2025. Les médias ont toutefois rapporté sa présence en festivals. La presse locale Charente Libre note l'avant-première d'Angoulême et la sélection du film dans les festivals francophones. Le site du Festival de Menton 2024 annonce également la projection du film dans son programme. La visibilité du film repose donc pour l'instant sur ces présentations festival et sur les distinctions obtenues par ses acteurs.

## Récompenses et distinctions
- Red Movie Awards 2025 : Margaux Pecharman a reçu le prix de la meilleure actrice pour son rôle dans Dans l'ombre de Marlow, et Bruno Salomone le prix du meilleur acteur dans un second rôle.
- Festival du film francophone d'Angoulême 2024 : nomination dans la catégorie « Nouveaux regards ».

### Liens connexes
- Cinéma français
- Liste de films français sortis en 2025
- Festival du film francophone d'Angoulême
- Festival international du film fantastique de Menton